# Distrito de Maranganí
El distrito de Maranganí es uno de los ocho que conforman la provincia de Canchis, ubicada en el departamento de Cuzco en el Sur del Perú. 
El papa Juan XXIII segregó de la Arquidiócesis del Cusco, las provincias civiles de Canchis, Canas, Espinar y Chumbivilcas y con ellas creó la Prelatura de Sicuani, haciéndola sufragánea del Cusco, mediante la Constitución Apostólica "Universae Ecclesiae" del 10 de enero de 1959.

## Historia
El distrito fue creado mediante Ley s/n del 29 de agosto de 1834, en el gobierno del Presidente Luis José de Orbegoso y Moncada.

## Geografía

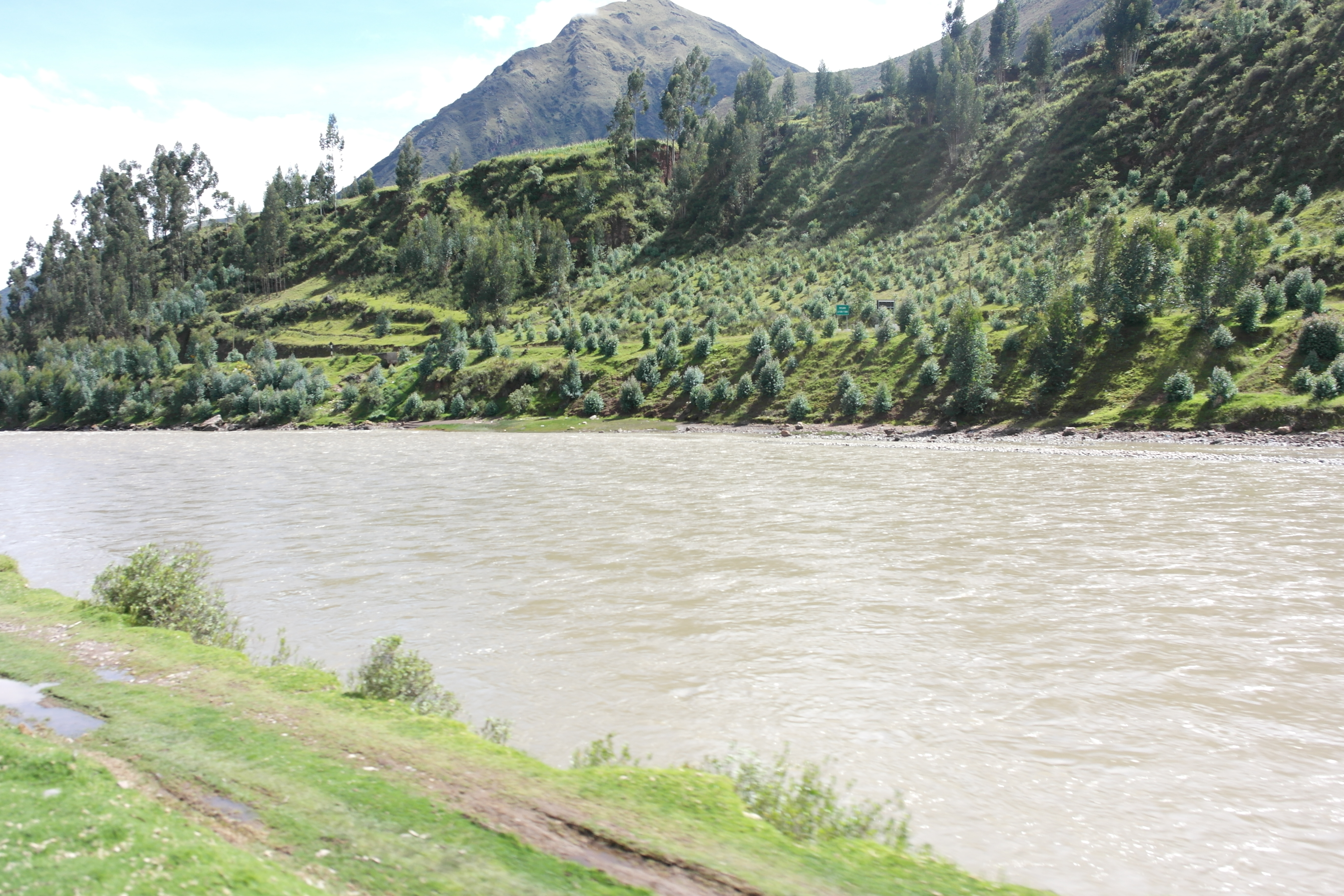
El río Vilcanota cerca a la localidad de Maranganí.

Está ubicado en 3 698 m s. n. m., posee clima templado y producen gran variedad de productos agrícolas.

## División administrativa

### Centros poblados
- Urbanos
  - Marangani, con 2 430 hab.
  - Chectuyoc, con 301 hab.
- Rurales
  - Antahuire, con 177 hab.
  - Choquesani, con 202 hab.
  - Cachuyuca, con 284 hab.
  - Ccaycco 03 Sectores Ccahualle, Maranpata, Pucara con 188 hab.
  - Ccollpamoco, con 259 hab.
  - Ccuyo Muñupata, con 214 hab.
  - Ccuyo Choccehuaylla, con 152 hab.
  - Ccuyo Chihuita, con 173 hab.
  - Chectuyoc Carpapata, con 177 hab.
  - Chectuyoc Quechapampa, con 218 hab.
  - Conchupata, con 275 hab.
  - Hanccohocca, con 289 hab.
  - Huallatuyo, con 188 hab.
  - Huallo, con 153 hab.
  - Huara Puñuna, con 297 hab.
  - Huatapampa, con 302 hab.
  - Huayllapunco, con 197 hab.
  - Huiscachani Centro, con 155 hab.
  - Huiscachani Iromocco, con 259 hab.
  - Huiscachani Pusumayo, con 280 hab.
  - Loracachi, con 169 hab
  - Puca Apacheta, con 152 hab.
  - Rasaspata, con 174 hab.
  - Silly, con 310 hab.
  - Sullca Occoruro, con 363 hab.
  - Sullca Kumuyapu, con 319 hab.
  - Sullca Ccaracoto, con 167 hab.
  - Unuraquina, con 189 hab.
  - Mamuera, 112 hab.

## Autoridades

### Municipales
- 2023-2026
  - Alcalde: Filomeno Lorenzo Condori Mamani
- 2015-2018[2]
  - Alcalde: Uriel Federico Meza Maihua, partido Alianza Popular.
  - Regidores: Lic. Roberto Huaracha Saraya, Lic. Juan Ccama Huaynillo, Sr. Tito Ccanahuire Quispe, Prof. Nelly Pérez Mendoza,Ing. José Mejía Samata.

### Religiosas
- Obispo Prelado de Sicuani: Monseñor Pedro Alberto Bustamante López.

## Festividades
- Reyes Magos.
- Entrada de Chaco Carnavales.
- Feria de San Isidro Labrador.
- Feria nacional de San Pedro y San Pablo.
- Virgen del Rosario